# Фелічень
Фелічень, Фелічені (рум. Feliceni) — село у повіті Харгіта в Румунії. Адміністративний центр комуни Фелічень.
Село розташоване на відстані 213 км на північ від Бухареста, 41 км на захід від М'єркуря-Чука, 140 км на південний схід від Клуж-Напоки, 73 км на північ від Брашова.

## Населення
За даними перепису населення 2002 року у селі проживали 618 осіб.
Національний склад населення села:
| Національність | Кількість осіб | Відсоток |
| -------------- | -------------- | -------- |
| угорці         | 602            | 97,4%    |
| румуни         | 16             | 2,6%     |

Рідною мовою назвали:
| Мова      | Кількість осіб | Відсоток |
| --------- | -------------- | -------- |
| угорська  | 602            | 97,4%    |
| румунська | 16             | 2,6%     |